# Epiplema evanescens
Epiplema evanescens är en fjärilsart som beskrevs av Alphéraky 1897. Epiplema evanescens ingår i släktet Epiplema och familjen Uraniidae. Inga underarter finns listade i Catalogue of Life.